# チビリンピック
チビリンピックは、1979年から毎年5月5日に日刊スポーツホールディングス、横浜市スポーツ協会主催、朝日新聞社、文化放送、日本サッカー協会など後援、全国農業協同組合連合会（JA全農）特別協賛で行われているイベントである。

## 概要
第1回から1998年の第20回大会までは会場が国立競技場であった。1999年からは会場を横浜国際総合競技場（日産スタジアム）に移して開催されている。ただし卓球のみ別会場で開催。また、スピンオフイベントとして全日本小学生カーリング選手権大会が2018年に創設した。
基本的には元オリンピック選手、メダリストなどゲストに迎え、ゲストとのマラソン、徒競走、卓球などが行われる。2024年の大会では、高橋尚子、アニマル浜口らがゲストとして出演している。大会マスコットはタムちゃんである。

## 結果

### JA全農杯全国小学生選抜サッカー大会
JA全農杯全国小学生選抜サッカー大会はチビリンピック最大の行事であり、毎年5月3日から5日に小机競技場と横浜国際総合競技場で開催される。冬のJFA 全日本U-12サッカー選手権大会と並ぶ少年サッカーの春の日本一決定戦。各地区の予選を勝ち抜いた16チームが4組に分かれてリーグ戦を行い、1位と2位各2チームが準々決勝に進出。決勝は横浜国際総合競技場で開催される。試合時間は1ピリオド12分、3ピリオド制である。なお2011年は東北大会が東日本大震災のため中止となったため、関東地区が1チーム増枠された。2013年大会までは9チームだったが、2014年大会からは関東の出場枠が2チームとなった。2018年にはさらに16チームとなった。
- 歴代優勝/準優勝チーム
  - 2003年：名古屋グランパスエイトU-12/あざみ野FC
  - 2004年：新座片山FC少年団/OSAフォルトナ
  - 2005年：高田FCジュニア/横浜F・マリノス追浜
  - 2006年：名古屋グランパスエイトU-12/山口サッカースクール
  - 2007年：東京ヴェルディ1969ジュニア/アンフィニMAKIフットボールクラブU-12
  - 2008年：柏イーグルスTOR'82/SSS札幌サッカースクール
  - 2009年：川崎フロンターレU-12/セレッソ大阪U-12
  - 2010年：川崎フロンターレU-12/オオタフットボールクラブ
  - 2011年：川崎フロンターレU-12/柏レイソルＵ-１２
  - 2012年：レジスタFC/シーガル広島
  - 2013年：ベガルタ仙台ジュニア/ソレッソ熊本U-12
  - 2014年：レジスタFC
  - 2015年：柏レイソルU-12
  - 2016年：大宮アルディージャジュニア
  - 2017年：江南南サッカー少年団
  - 2018年：レジスタFC
  - 2019年：センアーノ神戸ジュニア
  - 2020年：中止
  - 2021年：オオタFC
  - 2022年：鹿島アントラーズつくば
  - 2023年：レジスタFC
  - 2024年：レジスタFC
  - 2025年：柏レイソルU-12

### 全日本小学生カーリング選手権大会
全農杯全日本小学生カーリング選手権大会はチビリンピック冬季大会のひとつであり、毎年12月に神奈川スケートリンクで開催されている。日本カーリング協会主催の選手権であり、優勝チームには全農杯と全農の食品が贈呈される。
- 歴代優勝チーム
  - 2018年：チーム青森キッズ
  - 2019年：新潟ジュニア
  - 2021年：盛岡カーリングスポーツ少年団
  - 2022年：軽井沢ジュニア[2]
  - 2023年：軽井沢ジュニア[3]
  - 2024年：札幌CA[4]